# Lizz Wright
Lizz Wright (ur. 22 stycznia 1980 w Hahira w stanie Georgia) – amerykańska piosenkarka i kompozytorka.
Debiutowała w chórze gospel (grała tam również na fortepianie) prowadzonym przez jej ojca (pastora). Uczęszczała m.in. do Houston County High School, Georgia State University w Atlancie oraz The New School w Nowym Jorku i Vancouver. W 2002 roku podpisała kontrakt z wytwórnią jazzową Verve Records. Jej debiutancki album Salt dotarł do drugiego, zaś Dreaming Wide Awake do pierwszego miejsca Billboard Top Contemporary Jazz. Album Wright z 2010 roku, The Orchard, dotarł do drugiego miejsca Billboard Top Contemporary Jazz oraz 97. na The Billboard 200. Kilkakrotnie występowała w Polsce (m.in. we Wrocławiu, Warszawie i Trójmieście). Nagrywała z takim artystami jak: Joe Sample, Danilo Pérez, David Sanborn, Toots Thielemans i Massimo Biolcati.

## Dyskografia
- 2003: Salt
- 2005: Dreaming Wide Awake
- 2008: The Orchard
- 2010: Fellowship
- 2015: Freedom & Surrender
- 2017: Grace
- 2022: Holding Space (live in Berlin)
- 2024: Shadow